# Município de Bitola
Bitola (em macedônio/macedónio:  Битола [ˈbitɔɫa] (escutarⓘ)) é um município localizado na Macedônia do Norte, sendo também o nome homônimo para a cidade onde a sede municipal está situada. A população do município é de 105 644 habitantes.